# Marchantiopsida
Las Marchantiopsida forman una clase de las Hepaticophyta que contiene de tres a cinco órdenes y más de 500 especies reconocidas.
Hepáticas talosas con talo diferenciado. Esporófito con seta muy corta o sin ella. Su talo presenta poliedros con un poro central. Este poro contacta con una cámara que se encuentra separada por paredes. Tiene forma de tonel, aunque en algunas especies puede variar. Este tonel está algo levantado. Los poros son como estomas rudimentarios y se encuentran levantados para evitar la entrada de agua y que se inunden las cámaras.
Tienen escamas que absorben el agua por capilaridad.
Epidermis superior. Presenta una cutícula no del todo impermeable que evita la pérdida de agua. El intercambio gaseoso es más complicado. Han desarrollado unos poros que conectan con cámaras aeríferas. Dentro de esta capa están los filamentos clorofílicos  que realizan la fotosíntesis. Estos poros están elevados para evitar la entrada de agua a la cámara aerífera.
Capa ventral. Formada por células más grandes sin clorofila. Algunas células presentan cuerpos oleíferos.
Epidermis inferior.  Algunas células se han transformado en rizoides. Presentan también escamas, prolongaciones de la epidermis de las células, una pequeña lámina. Se encarga de distribuir el agua por capilaridad.

## Esporófito
El esporófito permanece unido al gametófito bajo los arquegonios, dentro de los cuales se forma el embrión tras la fecundación. Cada célula que forma el tejido fértil del esporangio sufre una mitosis, dando lugar a dos células diploides. De ellas, una dará lugar a cuatro células haploides, tras sufrir meiosis, que serán las esporas. La otra célula sufre una transformación morfológica para dar lugar al elater, una célula higroscópica estéril, engrosada y enrollada en espiral, que contribuye con sus movimientos a la diseminación de las esporas.

## Reproducción
Asexual. Propágulos que se forman en los conceptáculos, fragmentación.
Sexual. Los arquegonios y anteridios se organizan en arquegonióforos y anteridióforos.
Sexual. Los anteridios y los arquegonios (gametangios) suelen estar reunidos en unas estructuras denominadas anteriodióforos y arquegonióforos. Los anteridióforos son muy simples y se encuentran dentro del tallo. Los arquegonióforos están en la parte interior del lóbulo.

## Ciclo
Marchantia polymorpha
La espora germina dando lugar al gametófito masculino y al femenino. Sobre el gametófito se producen los gametangios para dar lugar a los gametos. Cuando los anterozoides maduran se desintegran las paredes de los anteridios, y salen al exterior y se quedan nadando en el agua. Cuando las gotas de agua caen desplazan a los anteroozoides hasta alcanzar el arquegonio. Una vez que llegan van por el cuello hasta la ovocélula. Se producen la fecundación, se forma el embrión que se divide y forma el esporófito.

## Filogenia
|  | Sphaerocarpales                                                |
|  |                                                                |
|  | \| \| Lunulariales \| \| \| \| \| \| Marchantiales \| \| \| \| |
|  |                                                                |
|  | Lunulariales                                                   |
|  |                                                                |
|  | Marchantiales                                                  |
|  |                                                                |

|  | Lunulariales  |
|  |               |
|  | Marchantiales |
|  |               |

|  | Sphaerocarpales                                                |
|  |                                                                |
|  | \| \| Lunulariales \| \| \| \| \| \| Marchantiales \| \| \| \| |
|  |                                                                |
|  | Lunulariales                                                   |
|  |                                                                |
|  | Marchantiales                                                  |
|  |                                                                |

|  | Lunulariales  |
|  |               |
|  | Marchantiales |
|  |               |

|  | Sphaerocarpales                                                |
|  |                                                                |
|  | \| \| Lunulariales \| \| \| \| \| \| Marchantiales \| \| \| \| |
|  |                                                                |
|  | Lunulariales                                                   |
|  |                                                                |
|  | Marchantiales                                                  |
|  |                                                                |

|  | Lunulariales  |
|  |               |
|  | Marchantiales |
|  |               |

|  | Sphaerocarpales                                                |
|  |                                                                |
|  | \| \| Lunulariales \| \| \| \| \| \| Marchantiales \| \| \| \| |
|  |                                                                |
|  | Lunulariales                                                   |
|  |                                                                |
|  | Marchantiales                                                  |
|  |                                                                |

|  | Lunulariales  |
|  |               |
|  | Marchantiales |
|  |               |